# Юльтіміровка
Юльтімі́ровка (рос. Юльтимировка, башк. Юлтимер) — присілок у складі Бакалинського району Башкортостану, Росія. Входить до складу Діяшевської сільської ради.
Населення — 274 особи (2010; 301 у 2002).
Національний склад:
- чуваші — 85 %